# Kapoeta
Kapoeta est une ville du Soudan du Sud, située dans l'État d'Équatoria-Oriental.